# フォード・マドックス・ブラウン
フォード・マドックス・ブラウン （Ford Madox Brown, 1821年4月16日 - 1893年10月6日）は、イギリスの画家。フランスのカレーで生まれた。銅版画家ウィリアム・ホガースの風刺の精神を、ラファエル前派の絵画スタイルで受け継いだとされた。ラファエル前派のグループと交流したが、実際に一員とはならなかった。それにもかかわらず彼はダンテ・ゲイブリエル・ロセッティと親しく、また1861年にウィリアム・モリスのデザイン会社『モリス、マーシャル、フォークナー商会』に加わっていた。

## 略歴
祖父は病気は外部からの刺激の過不足によって起こるとする「ブラウニズム」と呼ばれる医療体系を提唱した有名な医師のジョン・ブラウンで、父親のフォード・ブラウンは海軍の士官であったが、ナポレオン戦争後に退役していた。ケントの名家の娘と結婚したが生活に余裕はなかった。住居費の安いカレーに住み、フォード・マドックス・ブラウンはカレーで生まれた。
父親はフォード・マドックス・ブラウンに軍人となることを望んだが、画家の道に進んだ。1835年に家族とベルギーのブルッヘに移り、ブルッヘの美術画家で肖像画家のアルベール・グレゴリウス(Albert Gregorius）に学び、その後、ヘントに移り、Pieter van Hanselaereに学び、1837年から、アントウェルペン王立芸術学院に入学し、フスタフ・ワッペルスのもとで学んだ。1839年に母親を亡くし、1842年に父親も亡くした。1840年にロイヤル・アカデミー・オブ・アーツの展覧会に初めて出展した。

## 作品
彼の有名な作品の一つに『イギリスの見納め』がある。船上で、次第に遠ざかっていくイギリスを見つめる、厳しい顔をした移民する夫婦の肖像である。モデルは、ブラウン自身と妻、そして2人の子供たちであった。これは、ラファエル前派の彫刻家トーマス・ウールナーが、ゴールドラッシュに湧くオーストラリアへ1852年に移住していったことをきっかけに描かれた。絵は、ブラウンの特徴的な線上の力、そして明らかにグロテスクさの強調、船の横に吊されたキャベツといった細部で構築されている。

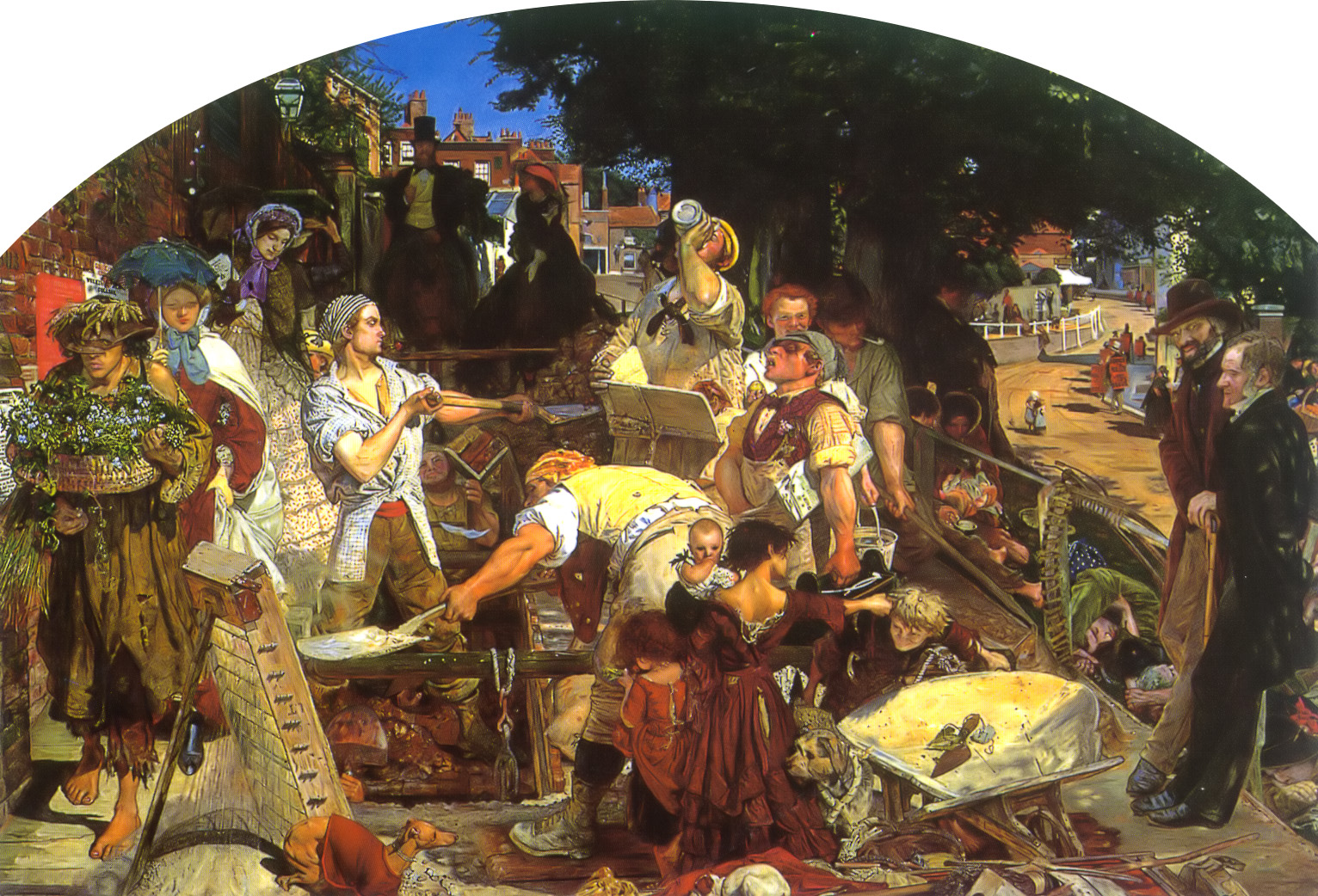
労働

ブラウンの最も重要な作品は、特別展示用に描かれた『労働』（1852-1865）である。一つの絵の中に、ヴィクトリア朝期半ばの全ての階級が描かれた。舞台となったのはロンドンのハムステッド、ヒース・ストリートである。躍動的な中心では労働者たちが道路に穴を掘っている。そこから細部が拡散され、イメージが噴出する。どの人物もどの社会的階級に属するか表され、都市での役割を担っている。
『労働』以後のブラウンの主要作品は、マンチェスター市庁舎のグレート・ホール内にある12枚の連作『マンチェスターの壁画』である。これはマンチェスターの歴史を描いた物である。
ブラウンの息子オリヴァー・マドックス・ブラウン（1855年-1874年）は、芸術家と詩人の才能を期待されていたが、成人する前に敗血症で亡くなった。
孫は小説家フォード・マドックス・フォードである。また、労働党の議員フランク・ソスキスは曾孫にあたる。

## ギャラリー

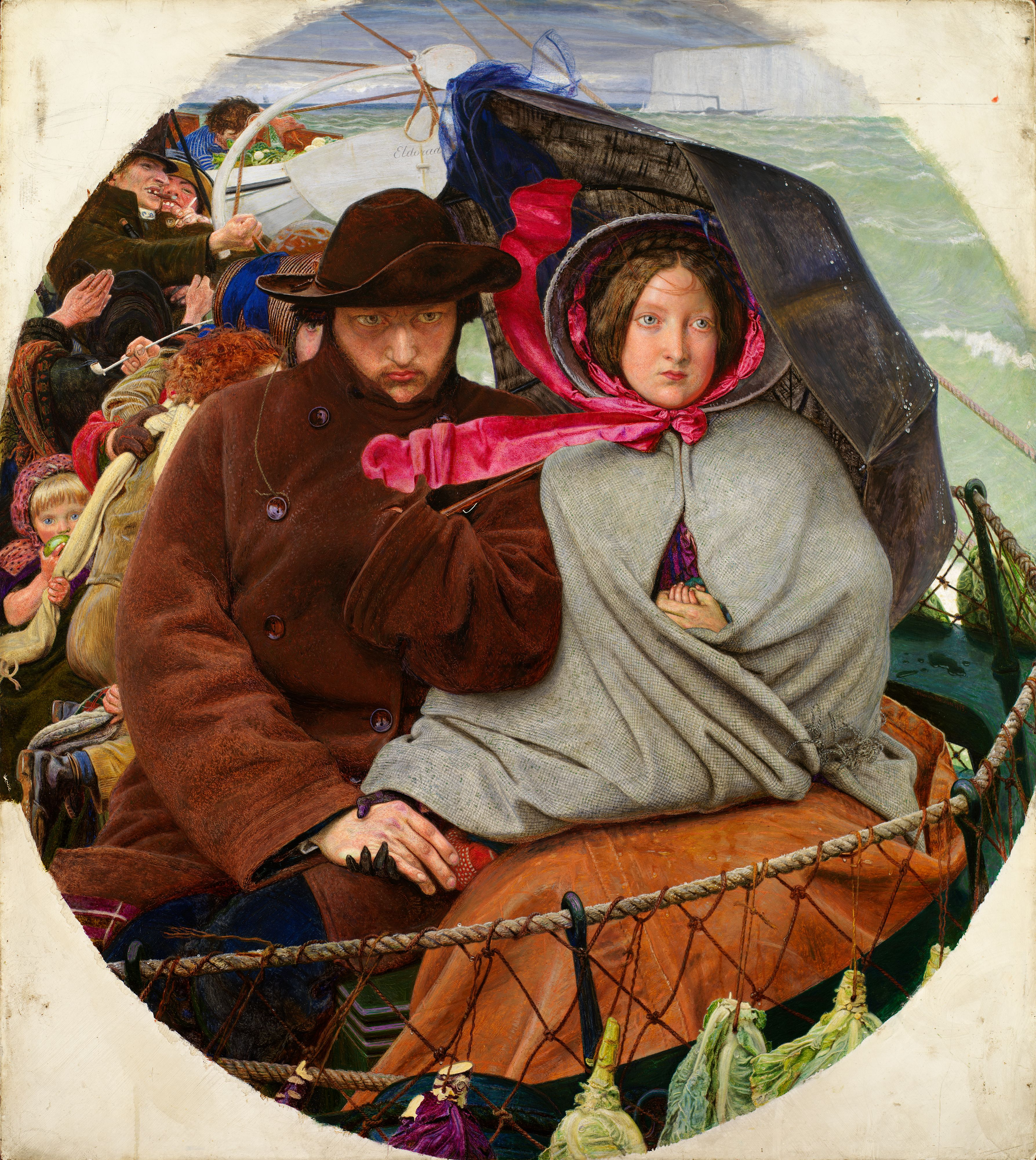
イギリスの見納め
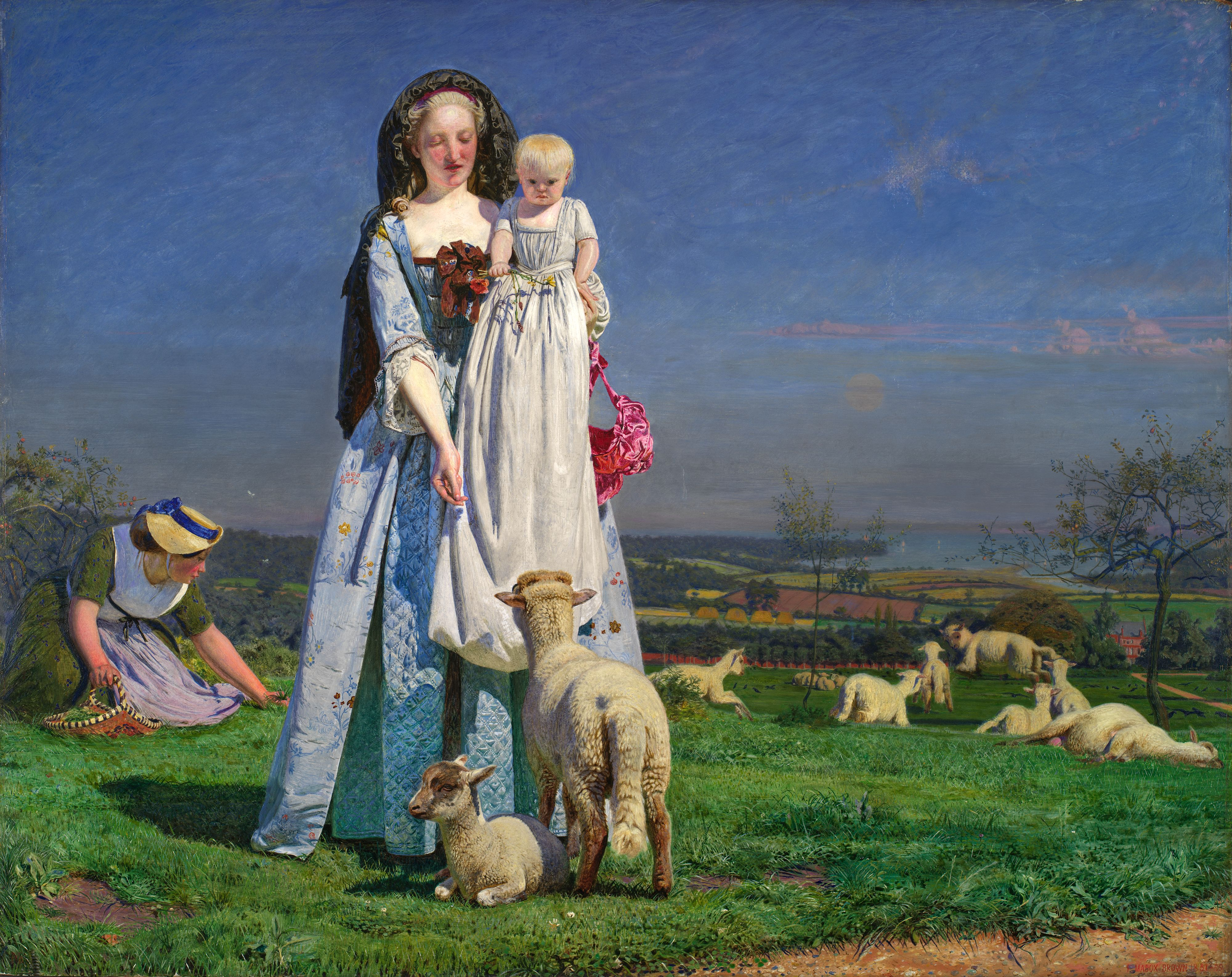
可愛い羊たち
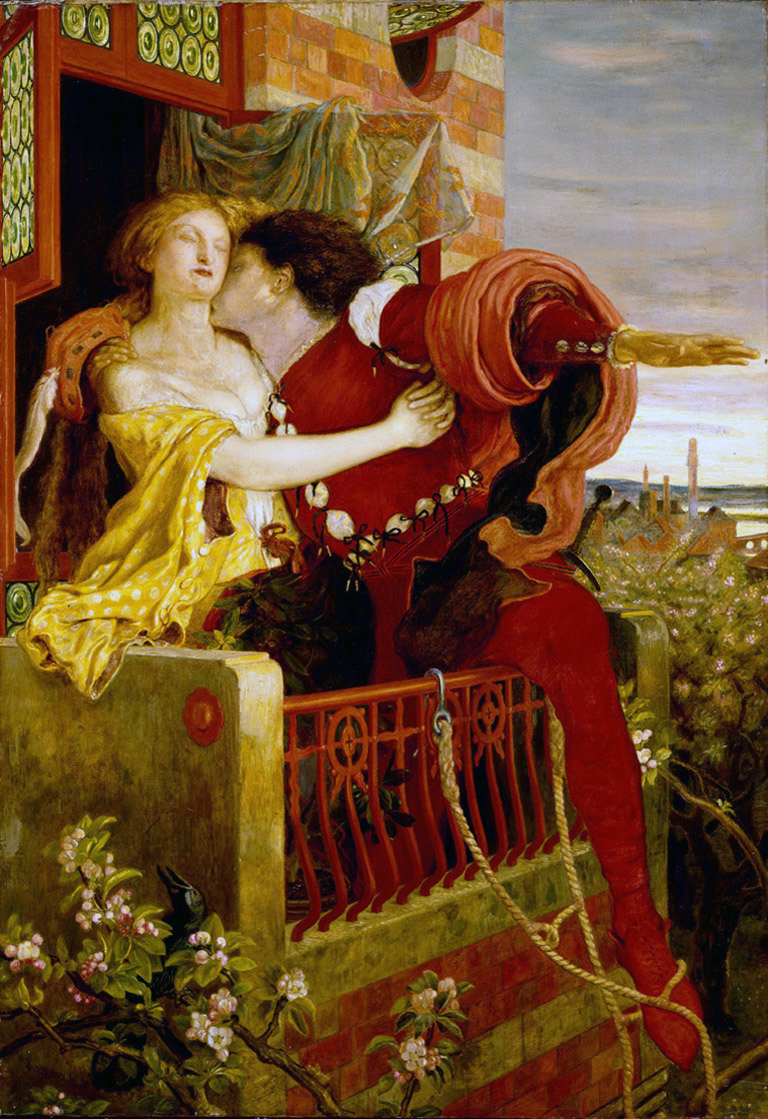
ロミオとジュリエット
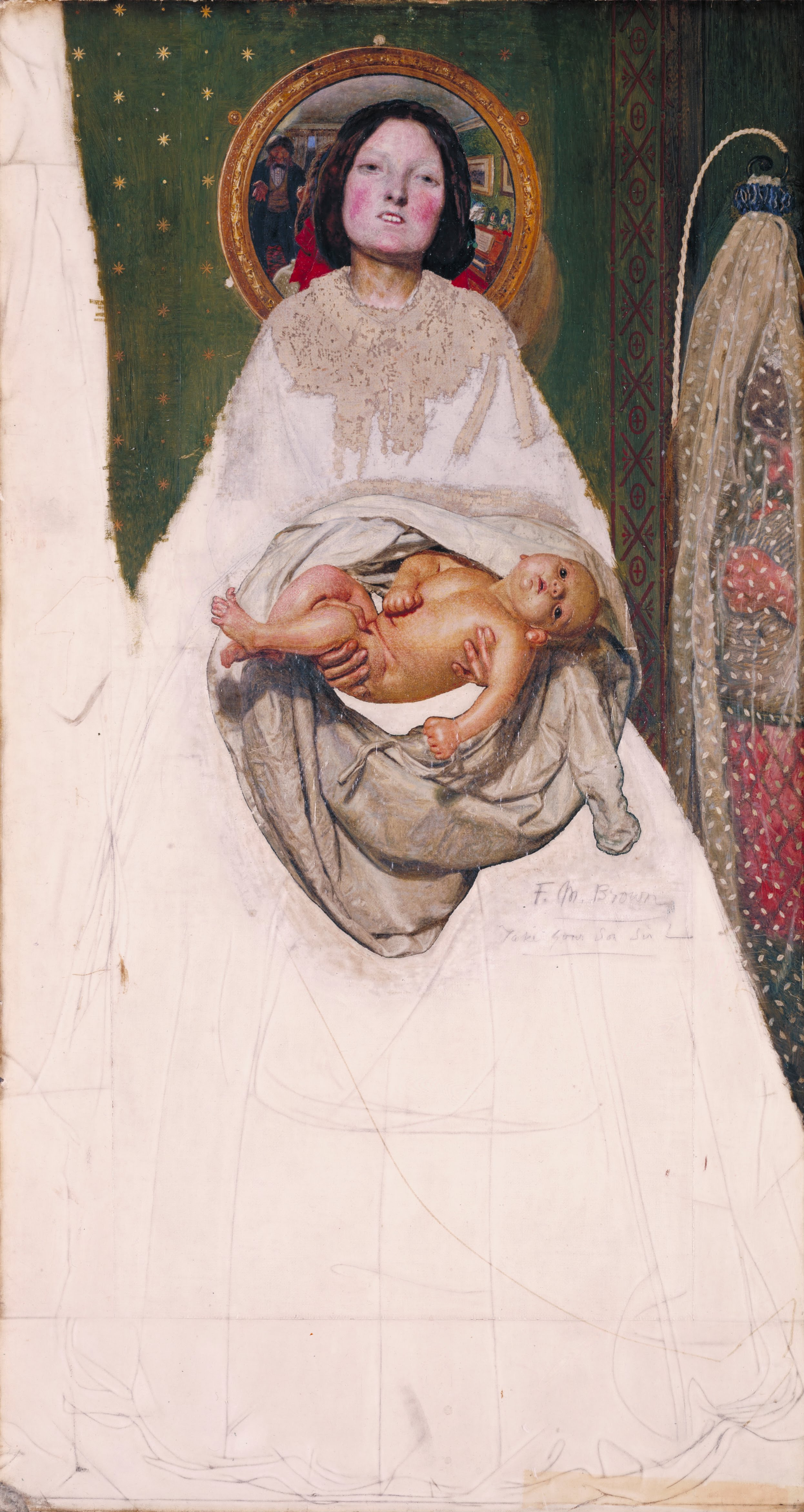
『あなたの息子を受け取ってください、旦那様』